# تیم پترسون
تیم پترسون (انگلیسی: Tim Paterson؛ زادهٔ ۱ ژوئن ۱۹۵۶) برنامه‌نویس و دانشمند رایانه اهل ایالات متحده آمریکا است.